# Sandra Dijon
Sandra Dijon, un temps nommée Sandra Dijon-Gérardin, née le 10 janvier 1976 à Fort-de-France, est une joueuse française de basket-ball, évoluant au poste de pivot.

## Biographie
Elle commence le basket sur le tard à 18 ans aux Antilles puis se rend en métropole l'année suivante. Elle ne devient professionnelle qu'à 24 ans à Bourges et internationale à 25. Après des débuts en équipe A' aux Jeux de la francophonie de 2001 disputés au Canada avec notamment Dominique Tonnerre, Laure Desmurget et Johanna Boutet. Bien que conservant quelques lacunes techniques mais enthousiaste avec une forte présence physique, elle intègre dans la foulée l’Équipe de France A coachée par Alain Jardel. Sélectionnée 133 fois, elle remporte le titre européen en 2001.
Capitaine de Mondeville, elle prend la parole sévèrement à la mi-temps de la rencontre de l'Open LFB 2014 face à Lyon après une première mi-temps calamiteuse de son équipe, qui finit par l'emporter après une seconde période d'une toute autre facture : « On a fait le hold-up parfait. A la mi-temps, on est à -20 (...) Je conçois que dans un match de basket, il y ait un gagnant et un perdant. Mais pas comme ça. -20 à la mi-temps, ce n’est pas possible. On n’arrivait pas à jouer, le match n’était pas intéressant (...) On a repris le match avec un 33-10 ! (...) Marine nous a sorti un match exceptionnel, moi j’ai pris mon shoot à 3 pts avec la planche, c’était vraiment fou ce match. » À 39 ans en janvier 2015, elle est la doyenne du championnat LFB étant même plus âgée que son entraîneur. Fin novembre, elle émarge à 10,6 pts et 6 rebonds en 24 minutes, soit une de ses meilleures saisons en LFB,.
Désireuse de prolonger au-delà de la saison 2014-2015 avec Mondeville, elle signe cependant comme joker médical de Bourges début octobre 2015 pour suppléer Ana Filip blessée à la cheville. Blessée au pied, elle doit quitter le club avant le terme de son contrat après cinq matchs de championnat (4,2 points et 3,6 rebonds en moyenne par match) et quatre d'Euroligue.
En juin 2016, elle met un terme à sa carrière professionnelle et s'engage en Nationale 3 avec Douvres-la-Délivrande. En septembre 2016, elle dispute avec l'Équipe de France 3x3 le championnat du monde en Chine.
En 2016-2017, elle joue avec Douvres-la-Délivrande en Nationale 3 avec des statistiques approchant 20 points et 20 rebonds par rencontre. Le club atteint le splay-offs mais manque l'accession en Nationale 2. Parallèlement, elle travaille au comité de basket du Calvados et passe son diplôme de DEJEPS en même temps. En juin 2017, elle prépare le championnat d'Europe et le championnat du monde avec l'Équipe de France 3x3.
Durant les JO 2020 à Tokyo, elle est consultante pour France Télévisions et commente les épreuves de basket-ball 3x3 avec David Malarme. Pour les Jeux olympiques de Paris 2024, elle commente à nouveau les épreuves de basket-ball 3x3, cette fois-ci avec le journaliste Hugo Capelli.

## Vie privée
Elle anime un site féminin de commerce en ligne pour les grandes tailles, Nous les grandes. Son fils Melvyn Govindy (2,14 m) est en 2014 espoir au SLUC Nancy.

## Club
- 1992-1995 :  Effort du Morne Vert (Martinique)
- 1995-1998 :  Bourbaki Pau
- 1998-2001 :  Istres Sports Basket Club
- 2001-2004 :  CJM Bourges Basket
- 2004-2006 :  CB Puig d'en Valls
- Été 2006 :  Samsung Bichumi, Shinshan (WKBL)
- 2006-2008 :  Basket Lattes Montpellier Agglomération
- 2008-2009 :  SK Cēsis
- 2009-2012 :  Basket Lattes Montpellier Agglomération
- 2012-2013 :  Arras Pays d'Artois Basket Féminin
- 2013-2015 :  USO Mondeville
- 2015 :  Tango Bourges Basket
- 2016- :  Douvres-la-Délivrande

## Palmarès
- Vice-Championne de France en 2002, 2004, 2008
- Finaliste de la coupe de France en 2002
- Championne de Lettonie en 2009
- Championne de France NF1 en 2000
- Coupe de France 2010-2011[13]

### Sélection nationale
- Championnat du monde de basket-ball féminin
  - Participation à l'édition 2006
- championnat d'Europe
  -  Médaille d'or du Championnat d'Europe 2001